# Martin Müller (fodbold)
Martin Müller (født 6. november 1970) er en tidligere tjekkisk fodboldspiller.